# 杨关林
杨关林（1962年10月—），男，锡伯族，黑龙江肇東人，中华人民共和国中医学家，曾任辽宁中医药大学校长、辽宁省人大常委会副主任，现任全国人大常委会委员、中国农工民主党中央委员会专职副主席、辽宁省委员会主任委员。
2023年4月26日，杨关林在第十四届全国人民代表大会常务委员会第二次会议上，获任命为全国人大常委会代表资格审查委员会委员。